# 森宮幸子
森宮 幸子（もりみや さちこ、1983年12月6日 - ）は、北海道出身の演歌歌手。本名は清原幸子。株式会社オフィスK所属。レコード会社はテイチク。

## プロフィール
- 血液型A型、星座は射手座。
- 「ニックネーム」　べそ（泣き虫で、みんなにそう呼ばれているとのこと。）
- 「趣味」　リロ＆スティッチのグッズ集め、新舞踊、鼓
- 「特技」　琴（箏曲高等部免状）、茶道、オイル交換
- 「好きな言葉・モットー」　一期一会、何事にもチャレンジ！
- 「好きなアーチスト」　坂本冬美、中島美嘉、安室奈美恵
- 「好きな食べ物」　ラーメン、石焼ビビンバ、梨、うどん

## ディスコグラフィー

### シングル
- ふたりの日本海／初恋横丁・恋桜（2003年7月24日）
- 自分坂／私というかもめ（2004年9月18日）
- ひっつき虫／おけさ通い舟（2006年9月27日）